# Jacques Callot
Jacques Callot, född 1592 i Nancy i Frankrike, död 14 mars 1635 i samma stad, var en lothringsk tecknare och grafiker.

## Biografi
Jaques Callot föddes 1592 i Nancy i Lothringen (fr: Lorraine) som vid denna tid var ett självständigt furstendöme. Callot kom från en betydelsefull familj - fadern var ceremonimästare vid Karl III av Lothringens hov. Sägnen säger att han redan 1604, endast tolv år gammal, rymde hemifrån för att studera hos en mästare i Rom. Han lär ha ”liftat” med en grupp romer ända till Florens.
Det man vet är att han omkring 1609 studerade gravyr för två av samtidens mest kända gravörer, Remigio Gallina i Florens och Philippe Thomassin i Rom. År 1611 började han som gravör vid Cosimo II de' Medicis hov i Florens. När Callot tio år senare, efter Cosimo II:s död 1621, återvände till Nancy var han en erkänd och välkänd konstnär. Han förblev därefter bosatt i Nancy, sånär som de resor han företog i samband med uppdrag av bland andra Infanta Eugenia i Bryssel 1625, av Ludvig XIII 1629–1630 i Paris och var anställd hos Henrik II, hertig av Lothringen.

## Callots konst

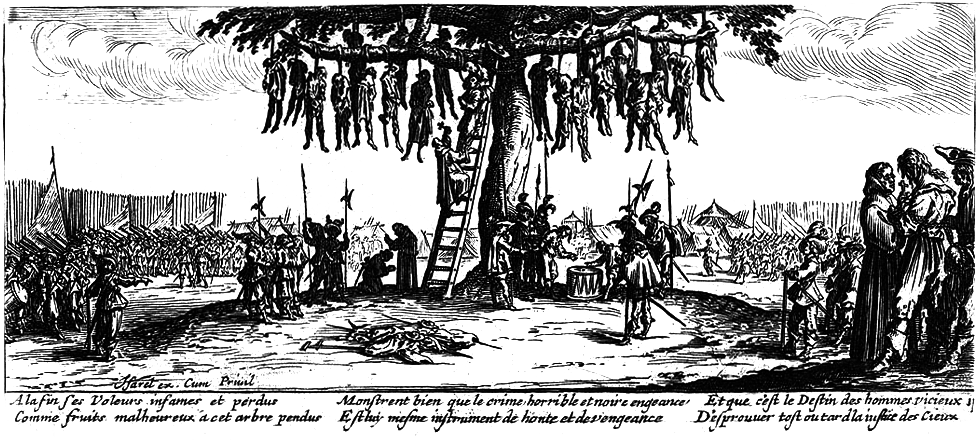
Jacques Callot – ”Les misères de la guerre: Les pendus”, ”Krigets elände: De hängda” (1633).

Fram till 1615 arbetade Callot mest med kopparstick efter andra mästares målningar, men därefter övergick han helt till etsningen, och använde sig av en teknik med en ofta mycket hård grund varför bilderna ofta liknar kopparstick. Hos Cosimo II i Florens gjorde Callot en mängd etsningar och teckningar med religiösa och allegoriska motiv, samt landskapsvyer, folkloristiska scener och skisser till teaterkulisser. Med en manerists drivenhet och känsla för detaljer tecknade han marknader, folkfester, commedia dell'arte-figurer, tiggare, invalider och rika snobbar som presenterades i sviter av grafiska blad, som till exempel “Les Balli”, “Varie Figure Gobbi” och “Cappricci”.
Han är mest känd för den burleska serien “Tiggare” från 1622 samt Krigets elände (Les Grandes Misères de la Guerre), 1633, som gestaltar grymheter från fransmännens invasion av Lothringen under Trettioåriga kriget. Serien influerade bland andra Goya när han skapade “Los Desastres de la Guerra” (Krigets fasor)[källa behövs]. I Sverige är Callot bland annat representerad vid Göteborgs konstmuseum, Nationalmuseum, Kalmar Konstmuseum och Uppsala konstmuseum.

## Bilder på Wikimedia
- Wikimedia Commons har media som rör Jacques Callot.